# Linn Valley
Linn Valley è un comune degli Stati Uniti d'America, situato nello Stato del Kansas, nella contea di Linn.